# Eduardo Spohr
Pour les articles homonymes, voir Spohr.
Eduardo Spohr, né à Copacabana le 5 juin 1976, est un écrivain, blogueur, et podcaster brésilien. Il est l'auteur de A Batalha do Apocalipse, l'un des ouvrages de fiction les mieux vendus de tous les temps au Brésil, et également participant du blogcast Nerdcast et du blog Jovem Nerd.

## Biographie
Spohr est le fils d'un pilote de ligne ; la profession de son père lui permettra de voyager dans de nombreux pays pendant son enfance, période durant laquelle il écrira ses premières fictions. Sans religion, son contact avec différentes cultures et avec le conflit imminent de la Guerre froide, pendant sa jeunesse, le motivent dans l'écriture de son ouvrage A Batalha do Apocalipse. Avant de travailler sur cet ouvrage, il fit des études de communication et se consacre initialement à la publicité, mais préférera plus tard occuper une place de journaliste. Il travaille pendant les années 2000 comme reporter, analyste et éditeur pour les portails iBest et Click21, respectivement.
Contributeur au blog Joven Nerd, il publie son premier ouvrage chez Nerdstore, un magasin en ligne dirigé par le label NerdBooks, qui se vend à plus de 4 000 exemplaires, sans aucun soutien d'éditeur. En juin 2010, le Grupo Editorial Record publie A Batalha do Apocalipse sous le label Verus et se vend, jusqu'en décembre la même année, à 50 000 exemplaires. Peu après, en 2011, il publie le premier ouvrage de la série Filhos do Éden intitulé Filhos do Éden: Herdeiros de Atlântida et fait paraître en 2013 le second titre de la série intitulé Filhos do Éden: Anjos da Morte.

## Influences
Les travaux de fiction ayant inspiré Eduardo vont de Highlander jusqu'à Matrix, en passant par des dessins animés tels que Saint Seiya. Il s'inspire également d'auteurs tels que Robert E. Howard, J. R. R. Tolkien, Neil Gaiman, Alan Moore, Frank Miller, Garth Ennis, Stephen King et H.P. Lovecraft.

## Critiques
Bien que mal accueilli par la presse spécialisée, Eduardo est considéré par l'auteur de renommée mondiale Paulo Coelho, comme l'une des célébrités de cette génération d'écrivains « inconnus » du grand public.